# Viking Grace
M/S Viking Grace — круизный пассажирский и автомобильный паром вместимостью 2800 пассажиров финского судоходного концерна Viking Line. Построен специально для обслуживания маршрута Турку — Мариехамн — Стокгольм и замены на этом участке парома M/S Isabella.
Введён в эксплуатацию в 2013 году и является первым паромом на Балтике, использующим в качестве топлива сжиженный природный газ (СПГ).
На судне 12 палуб, 2 из которых отводятся под машинное отделение и служебные помещения.

## Строительство

Палубы парома Viking Grace

Для нового парома собственный инженерный отдел Viking Line разработал целый ряд новых технических решений. Цель заключалась в проектировании быстрого узкокаркасного судна, которое легко идёт по воде и наносит меньший вред окружающей среде.
Компания Viking Line и верфь STX Finland заключили договор о намерениях 25 октября 2010 года. 21 декабря 2010 года Комитет финансов правительства Финляндии поддержал решение министерства транспорта и коммуникаций выделить, так называемую, экологическую субсидию в размере 28 миллионов евро. Эти средства рассматривались как инвестиции в защиту окружающей среды и были направлены на постройку нового судна. Выделение этой суммы компании Viking Line было также одобрено комиссией Евросоюза.
Для выбора названия был проведён открытый конкурс, победителем которого стал вариант M/S Viking Grace. Название было официально утверждено 17 февраля 2012 г., как отлично отражающее стиль, дизайн и атмосферу на борту.
Строительство парома началось 6 марта 2012 на верфи STX Europe в Турку. Стоимость контракта на строительство составила 240 миллионов евро. Всего на постройку M/S Viking Grace было затрачено 2600 рабочих смен. 10 мая 2012 года компания Viking Line сообщила, что не собирается строить второе судно такого же класса (судно-близнец), как M/S Viking Grace.
Паром M/S Viking Grace был спущен на воду в пятницу 10 августа 2012 г. После технических проверок и проведения ходовых испытаний судно было введено в эксплуатацию 13 января 2013 года.
Из-за больших размеров Viking Grace терминалы в Турку и Стокгольме были модернизированы так, чтобы они могли принимать новый паром и увеличившееся количество пассажиров. Второй этаж терминала в Турку был расширен, пассажирские мостики были подняты выше, также было построено новое здание парковки.

## Технологии

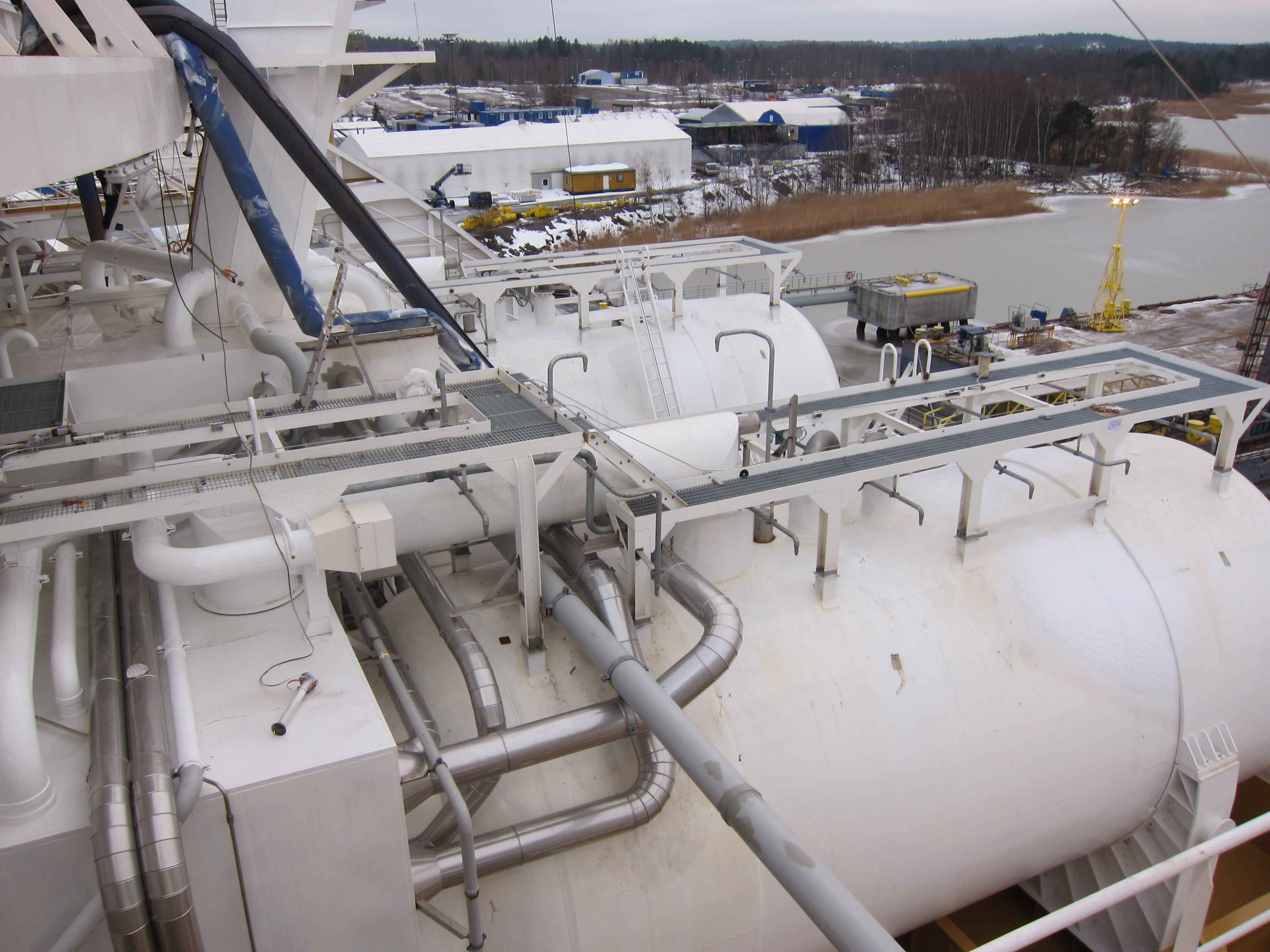
Два бака для заправки природным газом по 200 м3 каждый, расположенные в кормовой части над автомобильной палубой.

На момент своей постройки в 2013 г. M/S Viking Grace был объявлен самым чистым, с точки зрения экологии, пассажирским судном большой вместимости. В качестве топлива используется сжиженный природный газ (СПГ), позволяющий минимизировать вредные выбросы.  Такой тип топлива позволяет исключить выбросы оксида серы и сажи в окружающую среду, сократить выбросы оксида азота на 90%, а углекислого газа — на 20%. При этом сохранена возможность функционирования двигателей на дизельном топливе и даже флотском мазуте, на случай если заправка СПГ по каким-либо причинам будет невозможна.
Запас СПГ позволяет судну находиться в море в течение 2—3 суток, в зависимости от погоды и загрузки, что является оптимальным показателем для эксплуатации на маршруте Турку — Стокгольм.
Конструкция судна позволяет минимизировать образование волн и шума во время движения.

## Эксплуатация
В первый коммерческий рейс судно отправилось 13 января 2013 года. Тогда пассажирам предлагался пакет all inclusive (всё включено), в состав которого входила стоимость каюты, питания, напитков и специальная развлекательная программа. В этом круизе также принимало участие руководство Viking Line, члены правительства Финляндии и званые гости. В течение первых девяти месяцев эксплуатации Viking Grace перевёз миллион пассажиров между Финляндией, Аландским архипелагом и Швецией.
19 апреля 2014 года близ Стокгольма с паромом столкнулась яхта, которая в ходе инцидента затонула.

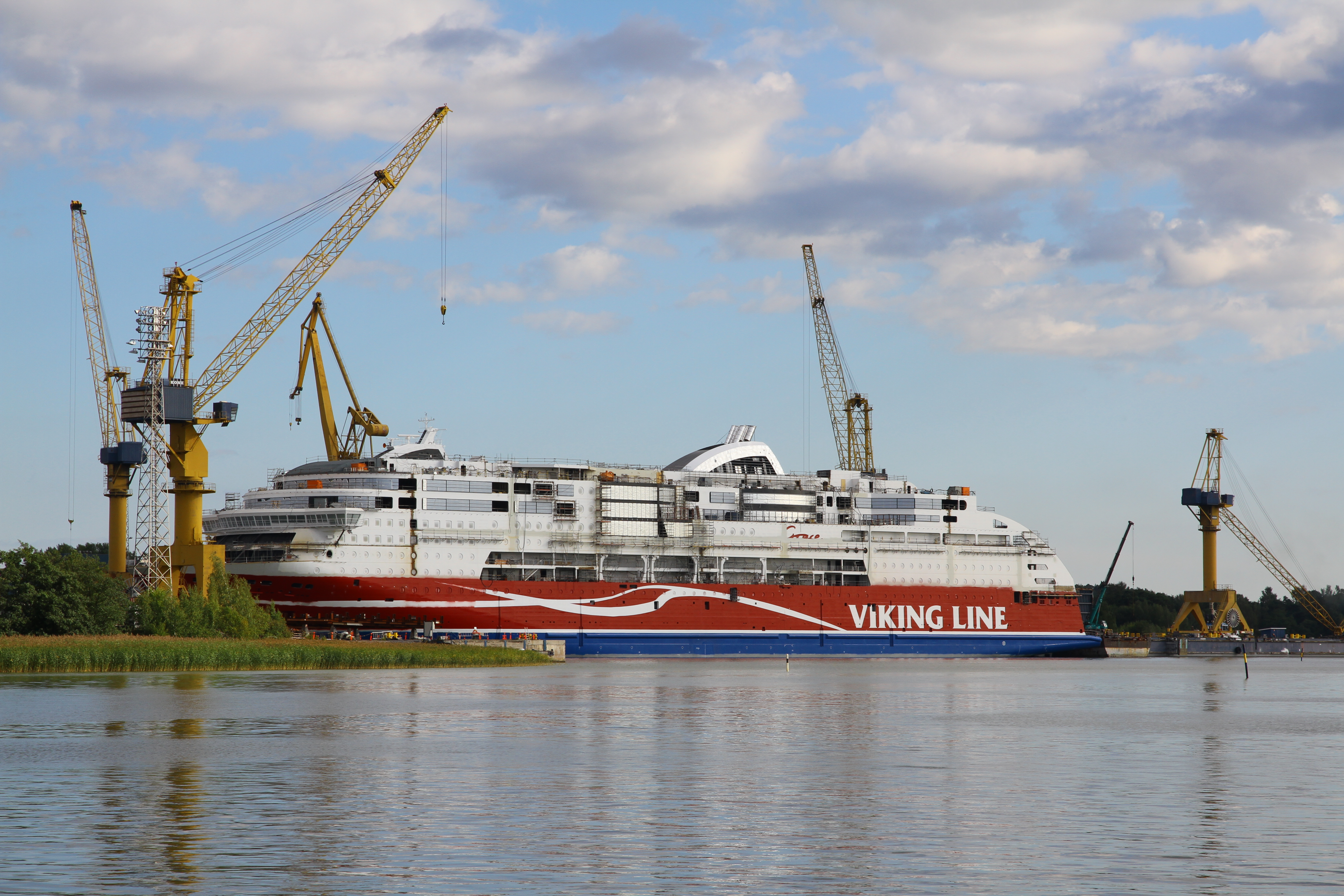
Строительство Viking Grace на верфи STX Europe, Турку, Финляндия.
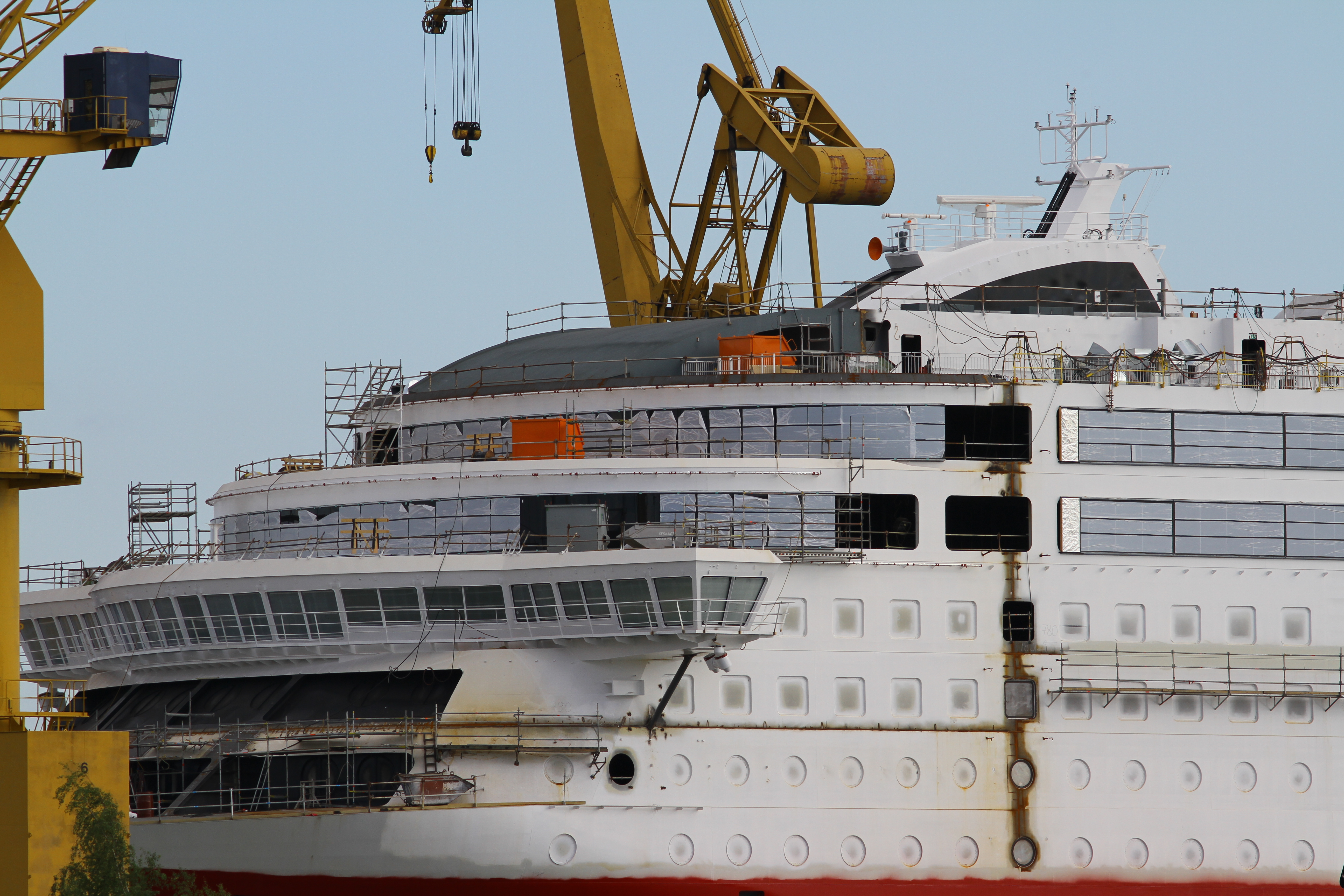
Мостик Viking Grace.
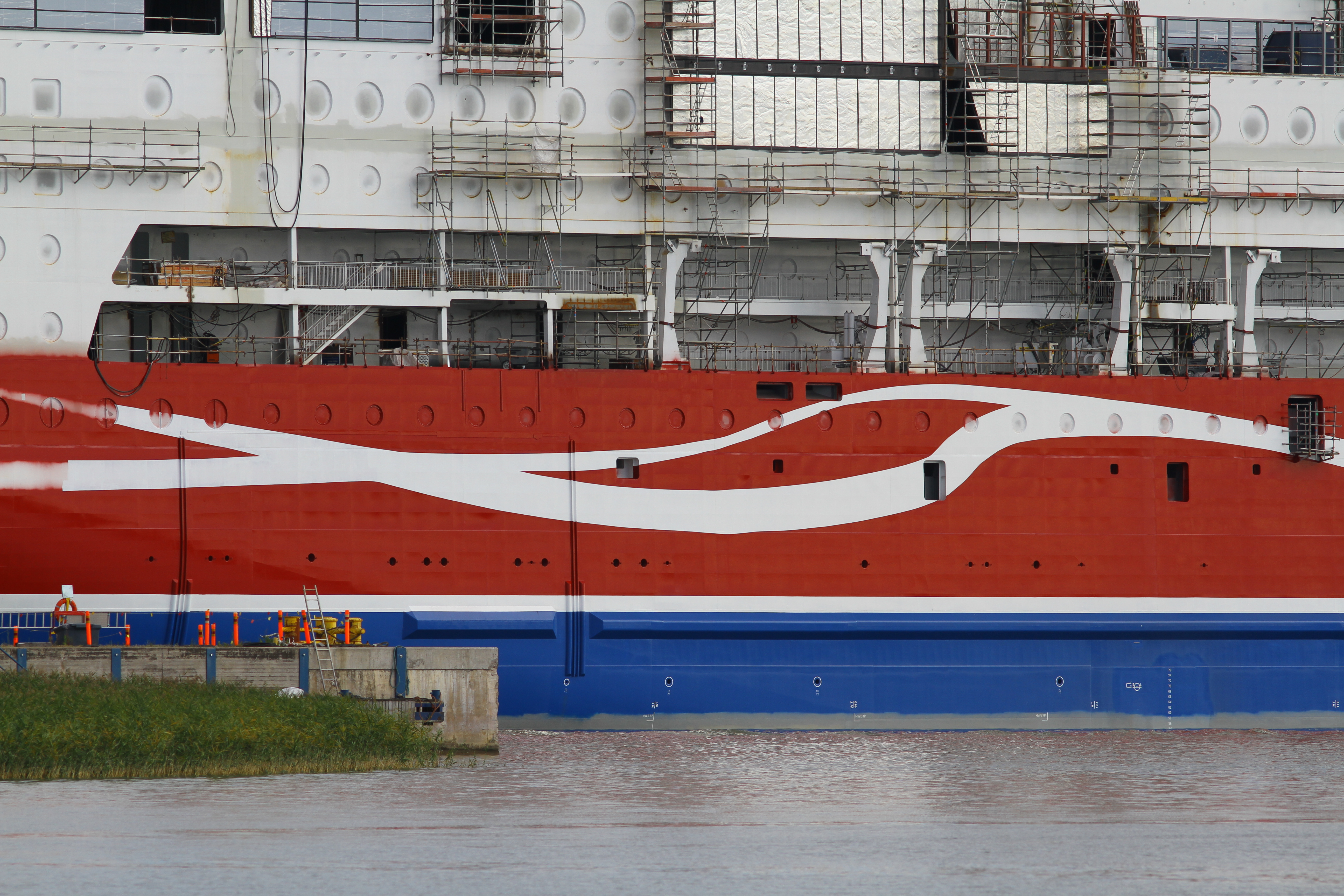
Раскраска бортов Viking Grace.
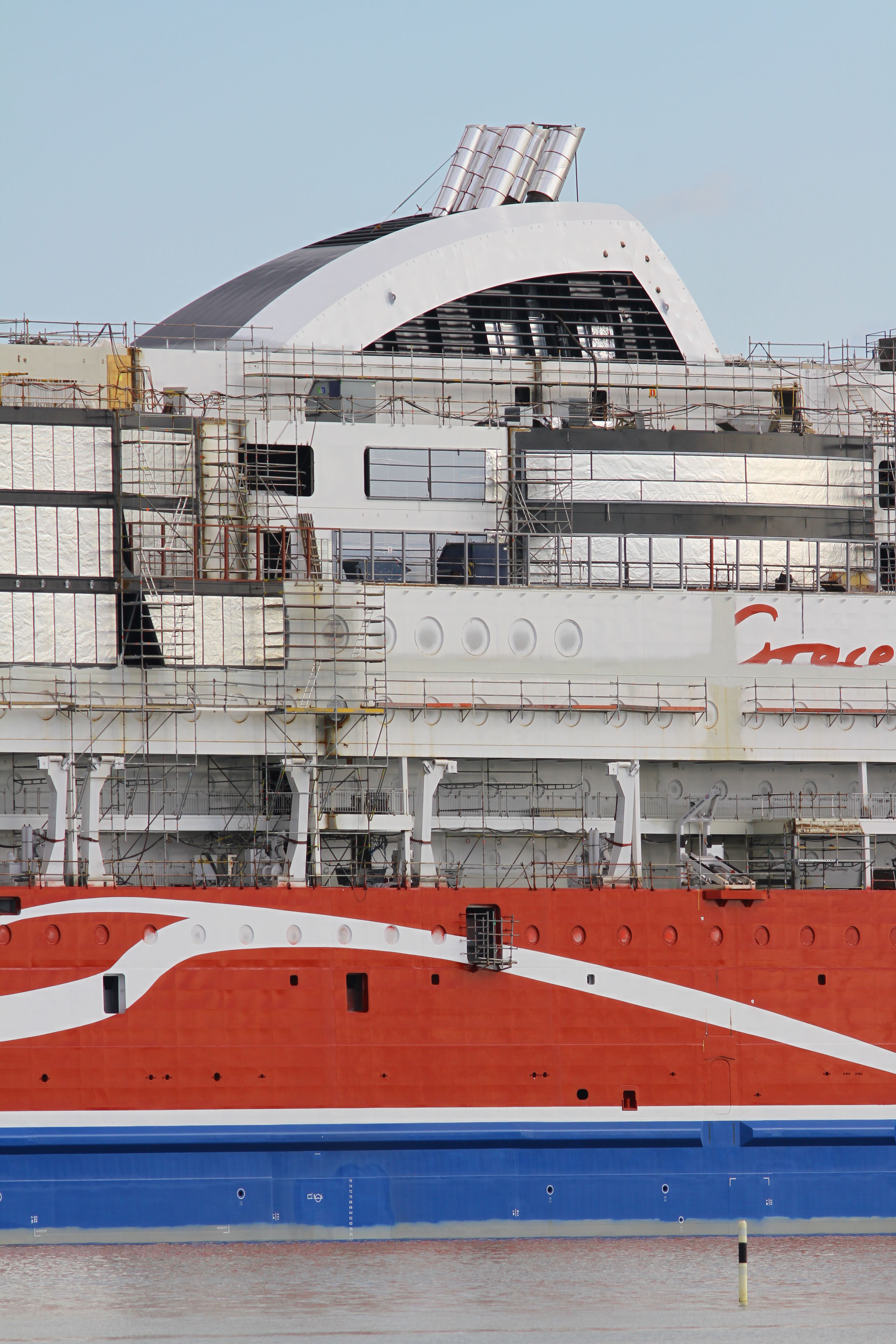
Палубы Viking Grace.